# Еміцум
Еміцум — вождь аморейського племені, імовірний правитель Ларси (відповідно до царських списків).

## Правління
Родинні зв'язки з Напланумум невідомі. Не збереглось жодного документа, датованого його правлінням. Імовірно, Ларса у той період підкорялась царям Ісіна, які були гегемонами у Південному Межиріччі.